# Mezquita de Al-Quds

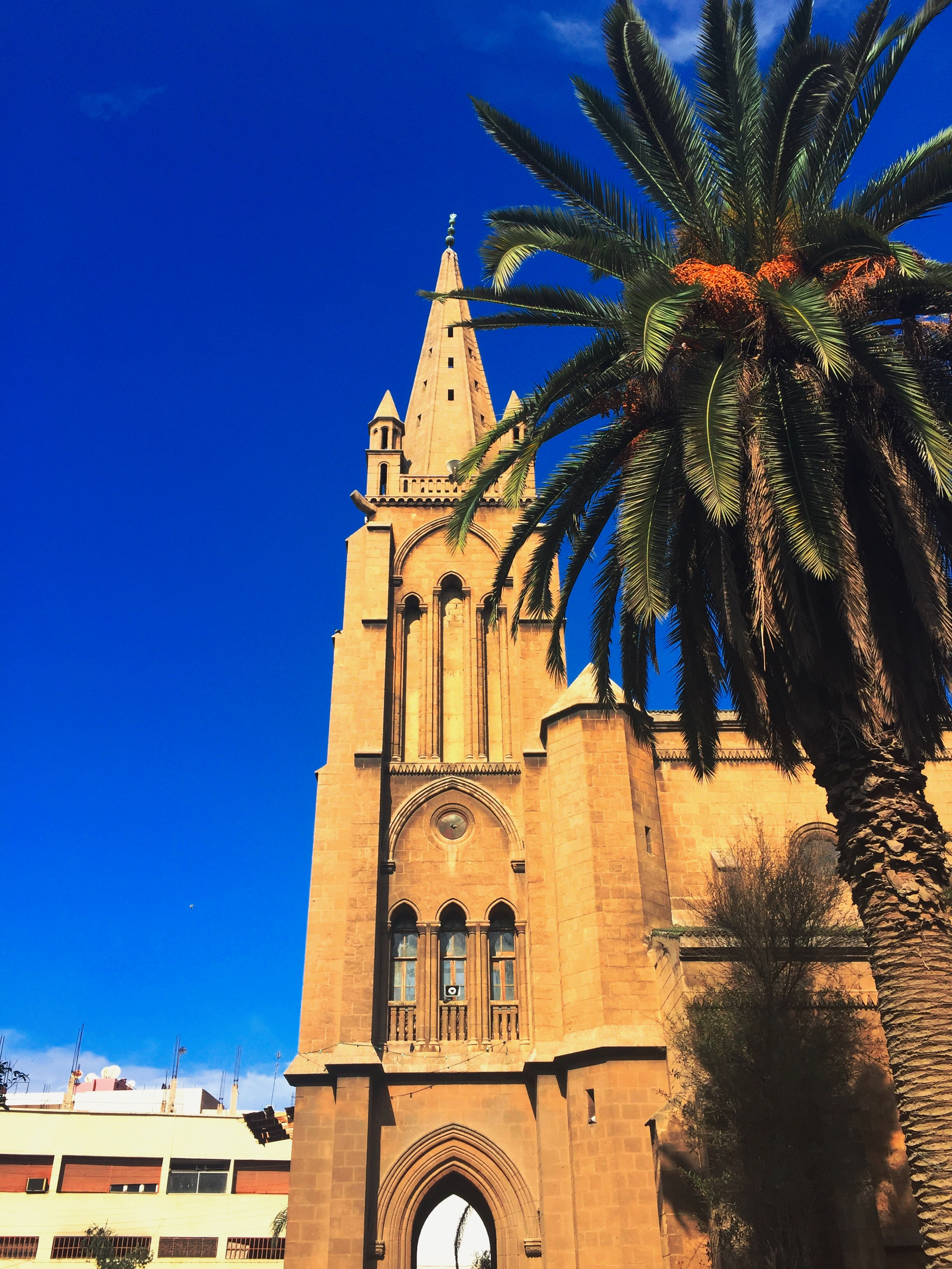
Mezquita de Al-Quds

Mezquita de Al-Quds (en árabe: مسجد القدس‎   , en bereber : ⵎⴻⵣⴳⵉⴷⴰ ⵍⵇⵓⴷⵙ) anteriormente iglesia de Santa Margarita (en francés: Église de Sainte Marguerite), es una mezquita situada en el barrio de Roches Noires de Casablanca, Marruecos. Originalmente fue construida como una iglesia de estilo neogótico, pero fue convertida en mezquita después de la independencia de Marruecos.

## Historia
La Iglesia de Santa Margarita (en francés: Église de Sainte Marguerite) fue construida por el francés Eugène Lendrat (fundador del barrio de Roches Noires) en 1920, copiando la Iglesia de San Martín de Pau, construida en 1860 por Émile Boeswillwald en Pau, Francia.
La Iglesia de Santa Margarita se transformó en mezquita en 1981, durante la marroquinización de Hasán II, que llevaron a un éxodo masivo de europeos de Marruecos.